# 华东师范大学第三附属中学
华东师范大学第三附属中学简称华师大三附中，是上海市的一所实验性示范性高中，由华东师范大学、金山区政府和上海石油化工股份有限公司三方联办，校址位于金山区张堰镇东贤路69号。学校下设有金山光启创新学院华三分院、金山区生物学科基地、华东师大三附中人文书院等附属机构。

## 校园
华东师范大学第三附属中学总建筑面积26,800平方米。2014年，上海市发展和改革委员会批复同意华东师范大学第三附属中学迁建项目，学校将迁建至金山区张堰镇，未来用地面积106,639.1平方米，建筑总面积75,550平方米，其中地下室面积6,400平方米，工程总投资概算49,329.82万元。办学规模将达到72个教学班，其中初中24班，高中48班。